# Шу Курата
Шу Курата (јап. 倉田 秋; 26. новембар 1988) јапански је фудбалер.

## Каријера
Током каријере је играо за Гамба Осака, ЈЕФ Јунајтед Чиба и Серезо Осака.

## Репрезентација
За репрезентацију Јапана дебитовао је 2015. године. За тај тим је одиграо 9 утакмица и постигао 2 гола.

## Статистика
| Јапан  | Јапан   | Јапан  |
| Година | Наступи | Голови |
| ------ | ------- | ------ |
| 2015.  | 1       | 0      |
| 2016.  | 0       | 0      |
| 2017.  | 8       | 2      |
| Укупно | 9       | 2      |